# Attaque LANtenna
 (décembre 2021).
 (décembre 2021).
L'attaque LANtenna est une attaque informatique utilisant les ondes émanant de câbles. Le principe de l’attaque est d’exfiltrer des données de réseaux locaux isolés par le biais de câbles Ethernet qui relient les équipements entre eux.

## Fonctionnement
L’attaque se compose de deux parties : 
La première partie est d’infecter une machine grâce à du code malveillant qui recueille des données sensibles.
La deuxième partie est que la machine infectée encapsule les données sensibles puis les encode sur les ondes radio émanant des câbles Ethernet en les utilisant comme antennes.
Le code malveillant est inséré dans un ordinateur isolé, ensuite ce code va rassembler des données sensibles (mots de passe, identifiants, …). Les données récupérées sont encodées sur différentes fréquences et transmises sur un câble Ethernet afin que ces fréquences émettent des ondes électromagnétiques depuis les câbles. 
Un appareil récepteur à proximité peut intercepter les signaux émis depuis les câbles Ethernet, décoder les données et les envoyer à l'attaquant. Le code malveillant qui envoie un trafic UDP brut peut s'exécuter dans un processus en mode utilisateur ordinaire et fonctionner avec succès à partir d'une machine virtuelle. Les expériences montrent qu'avec l'attaque LANtenna, les données peuvent être exfiltrées d'ordinateurs isolés à une distance de plusieurs mètres.

## Le blindage des câbles
Afin de maintenir une haute qualité de transmission des informations le blindage des câbles est utilisé. Le blindage des câbles Ethernet sert à protéger les brins de cuivre, mais aussi à protéger l’environnement extérieur des émanations d’ondes électromagnétiques.
Il existe plusieurs types de blindage définis par 4 lettres :
- U : unfloied (non blindé)

- F : Floiled (blindage par feuillard aluminium)
- S : Shielded (blindage par tresse d’aluminium)

- TP : Twisted Pairs (pares torsadées)

Nous pouvons rencontrer sur les câbles les dénominations UTP (câble non blindé) ; FTP blindage global) ; S/FTP (blindage sur chaque paire plus tresse de blindage global).
Les câbles Ethernet sont repartis aujourd’hui sur des catégories allant de 5 à 8 se caractérisant par leurs fréquences d’émission et leurs débits maximums : 
- Cat5 : 100Mhz / 100 Mbits/s

- Cat5e : 100Mhz / 1 Gbits/s

- Cat6 : 250Mhz et + / 1Gbits/s

- Cat7 : 600Mhz et + / 10Gbits/s

- Cat8 : 2000Mhz / 25 à 40Gbits/s

Lorsque des données sont transmises sur le câble et malgré le blindage des câbles une onde électromagnétique non intentionnelle est émise. Cette onde est déterminée par la fréquence opérationnelle du câble. Par exemple de 0 à 250Mhz pour les câbles de catégorie 6. Cette émanation sera utilisée par la suite afin de pouvoir extraire des informations d’un équipement connecté à un câble Ethernet.